# 徐金鹏
徐金鹏（1962年—），湖北黄冈人，汉族，中华人民共和国政治人物、全国人民代表大会山东地区代表。
毕业于武汉大学中文专业。加入中国共产党。担任新华社山东分社党组书记、社长。2008年起担任全国人大代表。2013年，担任全国人大代表。